# Advanced Linux Sound Architecture
Advanced Linux Sound Architecture, sastavnica Linuxove jezgre . Ova sržna sastavnica zadužena je za opskrbu računala napravnim pogoniteljima i zvučnim karticama. U Audacityju poznat kao zvučni gostitelj.